# デリー (巡洋艦)
デリー（Delhi）は、インド海軍 (旧・王立インド海軍) の巡洋艦である。元々はイギリスで1933年に建造されたリアンダー級軽巡洋艦「アキリーズ」であり、1948年7月にインドに売却され「デリー」として再就役した。艦番号はC74。
王立インド海軍初の主力艦であり、1948年9月にイギリスからインドへ到着した際には、ジャワハルラール・ネルー初代首相がムンバイの桟橋で艦を出迎えた。1957年8月に巡洋艦「マイソール」が就役するまでは、インド海軍の旗艦であった。
1961年のゴア併合に参加したほか、多数の親善航海を行った。インド海軍の外洋海軍化に当たり、大きな役割を果たしたと評されている。

## 艦歴
第二次世界大戦前にニュージーランド海軍に貸与され、ドイツ海軍装甲艦「アドミラル・グラーフ・シュペー」との戦闘（ラプラタ沖海戦）などに参加、大戦後イギリスに返還された。再就役以前の詳細な艦歴は「アキリーズ (軽巡洋艦)」を参照。
1948年7月5日にイギリスから王立インド海軍に売却され、王立インド海軍巡洋艦「デリー」 として再就役した。
1948年9月にインドに到着。
1950年1月26日にインドが共和制に移行したことに伴い、王立インド海軍（Royal Indian Navy）はインド海軍（Indian Navy）に移行した。
1951年5月、「アキリーズ」時代のニュージーランドへの貢献とインドへの親善の証として、ニュージーランド政府からデリーのS.G.Karmarkar艦長に盾が贈呈された。
1955年に改装を行った。
1958年、21インチ4連装魚雷発射管2基が撤去され、艦首甲板がボート格納庫を挟んで配置された40mm連装機関砲の位置まで延長された。
1961年12月17日から18日の夜、インドはポルトガル領インドへの侵攻作戦を開始した（ゴア併合）。インド海軍には海上の制圧と地上への支援砲撃任務が与えられ、デリーはポルトガルが要塞化していたディーウ島での任務に割り当てられた。インド海軍によると、デリーはポルトガル艦船二隻を発見して砲撃を行い、一隻を撃沈し、もう一隻は乗組員によって自沈した。また、インド陸軍によるディーウ島への侵攻を支援し、砲撃によって要塞と空港の管制塔を無力化したという。
1976年、モルディブのマレ沖で座礁したインド海軍練習艦「ゴーダーヴァリ」（元・英ハント級駆逐艦「ビデイル」）のサルベージ作業に参加した。
就役後期には練習艦として運用された。
1978年7月5日に退役。艦体のほとんどは翌年にスクラップとして売却された。3基の主砲塔は保管されることになり、1基はニュージーランド政府に引き取られて記念物となり、もう1基はインド陸軍の砲兵学校に設置された。残る1基はインド海軍が保管していたが、保管中に海軍造船所から行方不明になった。「シロアリに食べられた」ともいわれている。

## その他
1950年代の短期間、デリーは映画「戦艦シュペー号の最後（原題：The Battle of the River Plate）」の撮影のために「アキリーズ」役を演じた。